# Iniquity
Iniquity (engl.: Frevel) war eine dänische Technical Death-Metal-Band aus Kopenhagen, die im Jahr 1989 gegründet wurde, sich 2003 auflöste. Im Jahr 2013 fand sich die Band wieder zusammen und spielte eine begrenzte Anzahl an Auftritten.

## Geschichte
Die Band wurde im Jahr 1989 gegründet und bestand aus dem Sänger und Bassisten Martin Rosendahl, den Gitarristen Brian Eriksen und Jens Lee und dem Schlagzeuger Jesper Frost Jensen. Es folgte die Veröffentlichung des Demos Words of Despair im Jahr 1991, dem 1992 das nächste Demo Entering Deception folgte. Zudem war die Band auch auf diversen Samplern zu hören. Ihren ersten Vertrag erreichte die Gruppe im Jahr 1995 bei Emanzipation Productions. Daraufhin begab sich die Band mit dem Produzenten Jan Porsing in das Borsing Studio, um das Debütalbum Serenadium aufzunehmen. Aus verschiedenen Gründen verzögerten sich die Aufnahmen jedoch. Währenddessen wurde Emanzipation Productions von Diehard Music aufgekauft, sodass Emanzipation Productions nur noch als Sub-Label fungierte. Das Album erschien daraufhin im Sommer 1996. Im Jahr 1997 verließen der Sänger und Gitarrist Mads Haarløv und der Schlagzeuger Jacob Olsen die Band, um die Gruppe Swollen zu gründen. Im 1998 verließen Rosendahl und Lee die Band. Nachdem sich Swollen aufgelöst hatte, kam Haarløv zur Band zurück, während der Bassist Thomas Fagerlind hinzukam. Im November 1997 nahm die Gruppe unter der Leitung von Lars Schmidt im Soundzone Studio vier neue Lieder auf. Drei Lieder hiervon stammten von einem Swollen-Demo aus dem Jahr 1998. Abgemischt wurden die Aufnahmen von Jacob Hansen. Währenddessen hatte Emanzipation Records ein neues Label für Independent-Musik gegründet, das den Namen Mighty Music trug, worüber im Mai 1998 die EP The Hidden Lore erschien. Nach weiteren Besetzungswechseln begab sich die Gruppe im Mai 1999 erneut ins Studio, um das Album Five Across the Eyes unter der Leitung von Jacob Hansen aufzunehmen. Das Album erschien über Decade Records, wobei der Tonträger in Lateinamerika über Pavement Music und in den USA bei Pavement Music erschien. Danach verließ der Gitarrist Brian Eriksen die Band und wurde durch Kræn Meier ersetzt. Das nächste Album namens Grime, das im Aabenraa Studio und unter der Leitung von Jacob Hansen abgemischt wurde, erschien im Jahr 2001. Das Lied The Bullet’s Breath wurde für die Flash-Animation Growl Karaoke verwendet. Anfang 2003 folgte die Kompilation Iniquity Bloody Iniquity über Mighty Music, die aus alten Demoaufnahmen und neuem Material bestand. Im selben Jahr löste sich die Gruppe auf. Im April 2011 verstarb Sänger und Gitarrist Brian Petrowsky. Im Jahr 2013, zum 15-jährigen Geburtstag der EP The Hidden Lore und zehn Jahre nach der Auflösung, fand sich die Gruppe wieder zusammen und bestand aus dem Schlagzeuger Jesper Frost Jensen, den Gitarristen Jens Lee und Brian Eriksen und dem Bassisten und Sänger Martin Rosendahl. Die Gruppe spielte eine begrenzte Anzahl an Auftritten und löste sich wieder auf.

## Stil
In einem Metal-Hammer-Bericht ordnete Björn Friedetzky die Band auf The Hidden Lore dem Technical Death Metal zu. Laut Jesper Frost Jensen, der in diesem Bericht auch zu Wort kam, seien die Mitglieder durch verschiedene Künstler beeinflusst worden. Gitarrist Lee sei etwa stark durch Carcass beeinflusst worden. Laut Martin Wickler vom Metal Hammer spiele die Gruppe auf Five Across the Eyes spielerisch und textlich anspruchsvollen, abwechslungsreichen Death Metal, der den Vergleich zu US-amerikanischen Death-Metal-Bands nicht zu scheuen brauche. Die Musik von Iniquity würde diese sogar noch übertreffen. Laut Anzo Sadoni vom Metal Hammer sei die Musik auf Iniquity Bloody Iniquity, das unter anderem eine Coverversion von Pestilence enthalte, technisch sehr anspruchsvoll. Der Gesang sei extrem tief und guttural.

## Diskografie
- 1991: Words of Despair (Demo, Eigenveröffentlichung)
- 1992: Entering Deception (Demo, Eigenveröffentlichung)
- 1993: Promo '93 (Demo, Eigenveröffentlichung)
- 1996: Serenadium (Album, Diehard Music)
- 1998: The Hidden Lore (EP, Mighty Music)
- 1999: Five Across the Eyes (Album, Decade Records)
- 2001: Grime (Album, Mighty Music)
- 2003: Revel in Cremation (Single, Prutten)
- 2003: Iniquity Bloody Iniquity (Kompilation, Mighty Music)
- 2013: Entering Deception / Promo 93 (Kompilation, Serpent Pulse Records)